# Finlândia nos Jogos Olímpicos de Verão de 1912

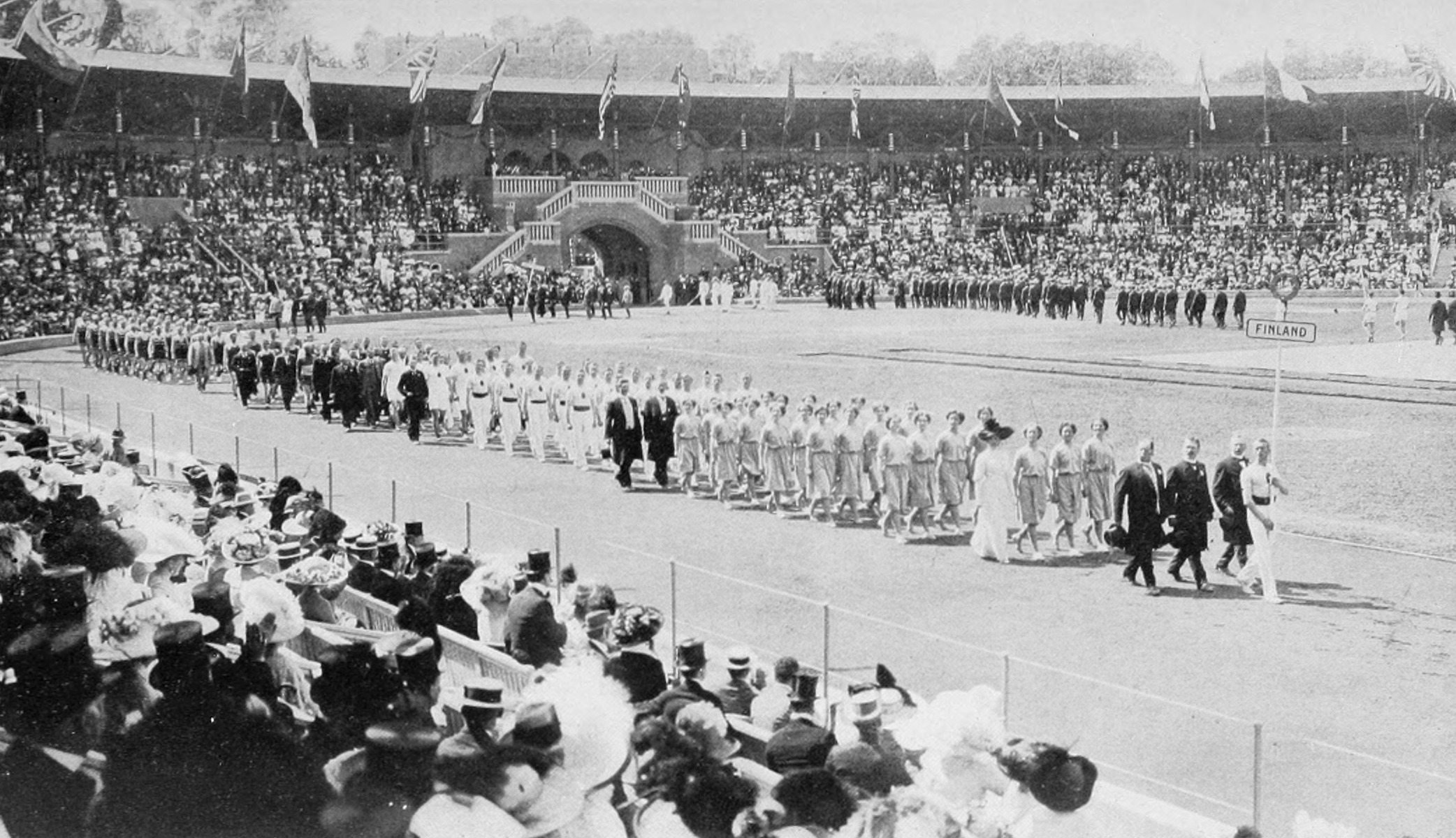
Equipe finlandesa na cerimônia de abertura dos Jogos.

A Finlândia nos Jogos Olímpicos de Verão de 1912, em Estocolmo, na Suécia, competiu e conquistou um total de vinte e seis medalhas, sendo nove de ouro, oito de prata e nove de bronze. O Grão-Ducado da Finlândia fazia parte do Império Russo na época, mas os resultados da Finlândia são mantidos separados dos da Rússia.
Esta foi a segunda participação da Finlândia em Jogos Olímpicos.
A Finlândia oficialmente não era uma nação independente, por isso competiu sob bandeira russa.

## Medalhistas
| Medalha | Nome                                                         | Esporte   | Evento                                     |
| ------- | ------------------------------------------------------------ | --------- | ------------------------------------------ |
| Ouro    | Hannes Kolehmainen                                           | Atletismo | 10000m masculino                           |
| Ouro    | Hannes Kolehmainen                                           | Atletismo | 5000m masculino                            |
| Ouro    | Hannes Kolehmainen                                           | Atletismo | Cross country individual masc.             |
| Ouro    | Armas Taipale                                                | Atletismo | Arremesso de disco masc.                   |
| Ouro    | Armas Taipale                                                | Atletismo | Arremesso de disco masc. com duas mãos     |
| Ouro    | Juho Saaristo                                                | Atletismo | Arremesso de dardo com duas mãos           |
| Ouro    | Yrjö Saarela                                                 | Lutas     | Luta greco-romana peso pesado              |
| Ouro    | Kaarlo Koskelo                                               | Lutas     | Luta greco-romana peso médio               |
| Ouro    | Emil Väre                                                    | Lutas     | Luta greco-romana peso leve                |
| Prata   | Hannes Kolehmainen Jalmari Eskola Albin Stenroos             | Atletismo | Cross country                              |
| Prata   | Elmer Niklander                                              | Atletismo | Arremesso de disco com duas mãos           |
| Prata   | Juho Saaristo                                                | Atletismo | Arremesso de dardo                         |
| Prata   | Väinö Siikaniemi                                             | Atletismo | Arremesso de dardo com duas mãos           |
| Prata   | FIN Finlândia                                                | Ginástica | Livre                                      |
| Prata   | FIN Finlândia                                                | Vela      | Classe 10m                                 |
| Prata   | Johan Olin                                                   | Luta      | Greco-Romano peso-pesado                   |
| Prata   | Ivar Böhling                                                 | Luta      | Greco-Romano peso médio-pesado             |
| Bronze  | Albin Stenroos                                               | Atletismo | 10000m masculino                           |
| Bronze  | Urho Peltonen                                                | Atletismo | Arremesso de dardo com duas mãos           |
| Bronze  | Elmer Niklander                                              | Atletismo |                                            |
| Bronze  | FIN Finlândia                                                | Vela      | Classe 12m masculino                       |
| Bronze  | FIN Finlândia                                                | Vela      | Classe 8m masculino                        |
| Bronze  | Nestori Toivonen                                             | Tiro      | Masculino - Tiro único em movimento        |
| Bronze  | Axel Londen Nestori Toivonen Iivar Väänänen Ernst Rosenqvist | Tiro      | Equipe masculina - tiro único em movimento |
| Bronze  | Otto Lasanen                                                 | Luta      | Greco-Romana peso pena                     |
| Bronze  | Alfred Asikainen                                             | Luta      | Greco-Romana peso médio                    |